# Torre Alessi
La torre Alessi era un edificio che si trovava a Catania, costituito da un serbatoio d'acqua per irrigazione, e da una sovrastruttura turrita a tre elementi, con funzione di salotto belvedere. Fu realizzata seguendo un disegno architettonico di impostazione storicista ed esotica. La torre venne demolita nel 1963, a causa della fortissima speculazione edilizia che investì la città negli anni '50.

## Storia
L'edificio fu costruito alla fine dell'Ottocento, su progetto dell'architetto Carlo Sada, per conto di Salvatore Alessi, proprietario dell'omonimo giardino. Lo stile, secondo alcuni, richiamava il linguaggio eclettico (Eclettismo-liberty catanese) in stile goticizzante.
La torre Alessi fu una delle tante vittime sacrificate al boom edilizio che tra il 1958 e il 1965 cambiò l'assetto urbanistico di Catania. Le nuove costruzioni la circondarono da ogni parte finché, l'undici maggio del 1963, essendo in gran parte distrutta (poco rimaneva ormai della sua originaria fabbrica, come illustra la foto pubblicata nell'articolo «La Vecchia Torre Alessi sotto il piccone demolitore» in «L'Espresso Sera») venne abbattuta definitivamente.

La demolizione della torre fu autorizzata dalla Sovrintendenza ai monumenti che, dopo l'espressa richiesta di parere da parte dell'ufficio tecnico del comune, ne confermò la condanna a morte, giudicando l'opera del Sada di scarso interesse architettonico ed anche priva di soluzioni tecniche di interesse.
Il problema dell'esatta ubicazione della torre sembra essere stato risolto grazie alle notizie fornite dall'ingegnere Laudani in una intervista del 13 settembre del 2008 rilasciata al prof. Santo D. Spina.
La torre era situata in un punto dell'area dove fu innalzato, ad opera della ditta di Antonino Lanzafame, il grande edificio residenziale che oggi si estende tra la via Federico Ciccaglione (n. 15 a-d) e la via Salvatore Paola (n. 21).

## Descrizione
L'impianto torre-vasca, alto circa 36,15 metri, ad esclusione della struttura metallica della cupola, rastremato con una base di metri 6,90 x 6,73, era circondato tutt'intorno da una scala a spirale di 196 gradini adornata da ringhiere. Era costituito di quattro elementi.
La vasca di 262 metri cubi aveva un'altezza di 17 metri e costituiva una importante riserva d'acqua per innaffiare all'occorrenza il giardino.
Al di sopra si innalzava con funzione di salotto un locale quadrato, di 3,40 metri di lato, pavimentato con lastroni di marmo e con tre finestroni ornamentali. Il terzo elemento era una piccionaia alta 9,89 metri con 51 nicchie pavimentato con quadretti di argilla e con quattro finestre. Infine il terrazzo, con funzione di belvedere, era sormontato da una cupola di stile moresco in ferro ricoperta di rame ed in cima era fissata una banderuola per segnare la direzione del vento. A levante, in pietra calcarea, fu apposta l'iscrizione «Giardino Alessi».

Questa caratteristica costruzione ispirò Gli anni perduti di Vitaliano Brancati. Lo scrittore all'inizio del capitolo quarto della terza parte descrive la torre in modo efficace: 
Il primo piano e il terzo erano trapassati dal cielo d'oriente e da quello d'occidente, per via di due finestrelle a mezza luna che aperte nelle due opposte pareti e lasciate prive di imposte e di vetri combaciavano, come nella mente, le immagini dei due occhi. La scala avvolgeva la torre, con giri larghi e drappeggiati dal muro. Salendo si aveva l'impressione di mettere il piede sopra un cielo che stesse per spaccarsi come il ghiaccio che crocchia.»